# 車雄基
車雄基（韓語：차웅기，2002年4月23日—），韓國男演員、男歌手，曾是一名兒童演員，童星時期以車載多（或譯車載度）（차재돌）為名，哥哥車載勳也是一名演員。2020年至2022年以TO1成員活動。2025年以限定團體AHOF成員活動。

## 教育
- 首尔泰郎小学（朝鲜语：서울태랑초등학교）（毕业）
- 泰郎中學（朝鲜语：태랑중학교）（毕业）
- 泰陵高中（朝鲜语：태릉고등학교）（转学） →韓林演艺高中演艺科（毕业）
- 東首爾大學（朝鲜语：동서울대학교）表演艺术系（退學）
- 首爾藝術大學廣播影像系（就讀）

## 經歷
曾為STARSHIP娛樂和MBK Entertainment的練習生。就讀韓林演藝藝術高等學校演藝科時的同學為演員崔顯旭。
TO1時期
透過2019年由Mnet策劃的選秀節目《TO BE WORLD KLASS》於2020年4月1日以男團TO1的成員的身份正式出道。2021年12月28日，WAKE ONE娛樂公告因焦慮症暫停所有TO1團體的活動。 2022年6月17日，公司公告與同團成員旻秀、Jerome同時退出團體TO1。
2023年與前隊友吳性珉(Jerome)一同參加Mnet選秀節目《BOYS PLANET》，於第11集《第三輪生存者發佈會》遭到淘汰，最終名次止步於第20名，未能再次出道。2023年6月22日，宣布離開WAKE ONE娛樂。
AHOF時期
2024年11月22日，參加SBS選秀節目《Universe League》，2025年1月24日，成為期間限定團體AHOF成員活動。

## 影視作品

### 电视剧
- 2007年《黃金新娘》飾演 姜宇朱
- 2007年《媳婦的全盛時代》 飾演
- 2007年《王與我》飾演 月山大君
- 2007年《李祘》飾演 文孝世子
- 2007年《那女人好可怕》飾演 杨继雄
- 2008年《On Air》飾演 8歲男孩
- 2008年《最強七迂》飾演 韩道英
- 2008年《朝鮮科學搜查隊——別巡檢2（朝鲜语：별순검 2）》飾演 权永南的儿子
- 2008年《流淌的鴨綠江（朝鲜语：압록강은 흐른다）》饰演 幼年Suam
- 2009年《千秋太后》飾演 幼年景宗
- 2009年《回家的路》
- 2009年《綠色馬車》飾演 尹正元
- 2010年《濟眾院》飾演 幼年黄正
- 2010年《鄰居冤家》飾演 宋俊书
- 2024年《戀愛至上主義區域》

### 电影
- 2008年《小王子》饰演 再活院孩子3

### 綜藝節目
- 2019年Mnet《TO BE WORLD KLASS》
- 2023年Mnet《Boys Planet》
- 2025年SBS《Universe League》

### 广告
- CF 國際製藥（朝鲜语：국제약품）
- CF 淳昌辣椒醬（韓語：순창고추장）
- CF MBC公益广告
- CF Naver
- CF 多乐之日
- CF 韓國養樂多（英语：Korea Yakult）
- CF 韩国电气安全公司活动
- CF 農協（英语：Nonghyup Bank）
- CF 31冰淇淋